# Stefan Hakenberg
Stefan Hakenberg (* 1960 in Wuppertal) ist ein deutscher Komponist.
Er studierte Musik an den Hochschulen in Düsseldorf und Köln, u. a. Komposition bei Hans Werner Henze, zu dessen alternativen Kulturprojekten in Montepulciano, in Alsfeld und in Deutschlandsberg er beigetragen hat. Angeregt durch die dort gesammelten Erfahrungen entwickelte er eigene Projekte, wie zum Beispiel die Oper Der Kinderkreuzzug für das Kölner Opernhaus. 1994 erhielt Stefan Hakenberg ein Promotionsstipendium der Harvard University in Cambridge, Massachusetts, wo er bei Mario Davidovsky und bei Bernard Rands studierte. Weitere Stipendien führten ihn zu den Sommerfestivals in Tanglewood, Aspen und Fontainebleau, in die Künstlerkolonien The Mac-Dowell Colony in New Hampshire, Yaddo in Saratoga Springs und ins Atelierhaus Worpswede.
Zu den Interpreten seiner Musik zählen Ensembles wie The Chicago 21st Century Music Ensemble, Arcadian Winds in Boston, das Ensemble Phorminx in Darmstadt, das Bangkok Saxophone Quartet, das Duo Contemporain aus Rotterdam, oder ensemble unitedberlin Berlin.
Sein kompositorisches Schaffen umfasst Werke für die unterschiedlichsten Besetzungen, von Solokammermusiken über Arbeiten für das Musiktheater bis zu multimedialen Installationen. Von besonderer Bedeutung in seinem künstlerischen Werdegang ist sowohl das gemeinsame Komponieren mit Amateuren, als auch die Zusammenarbeit mit Interpreten aus dem Volksmusikbereich und aus außereuropäischen Kulturen. Er war einer der künstlerischen Leiter des CrossSound Festivals in Südost-Alaska.
Von 2008 bis 2017 leitete er die Städtische Musikschule in Darmstadt.

## Werke
- States of Matter Five Songs on Poems by Marilyn Dumont and in Reference to Gustav Mahler's Symphony No. 3 (Sopran, Mezzosopran, 2 Violinen, Viola, Violoncello, Kontrabass, Flöte, Saxophon, Flügelhorn, Euphonium, Tuba, Perkussion, Gitarre und Akkordeon; 2024)
- Ablösung im Sommer von Gustav Mahler arr. für Sopran und Sinfonietta (2 Violinen, Viola, Violoncello, Kontrabass, Flöte, Sopran-Saxophon, Euphonium, Perkussion, Gitarre und Akkordeon; 2023)
- Auflösen für Akkordeon solo (2022)
- Klanott and the Land Otter People a Southeast Alaskan p'ansori, in einem Prolog und fünf Szenen nach einer Geschichte von Brett Dillingham, Libretto von Chan Eung Park für P'ansori-Sänger, 3 Violinen, Klarinette, Bassklarinette, Horn, Pauken und Zheng (2005)
- Ein Gesang der Loreley für Violine, Altflöte und Klarinette (in A) – (2004)
- It Lightens, It Brightens. . .  für Bassblockflöte, Kayagûm, Bass-Koto und Cello (2003)
- Der Nachmittag eines Gärtners für Erhu, Cello, Blockflöte, Akkordeon, Kayagûm und Marimba (2002)
- Small Craft für Flöte, Violine, Viola und Euphonium (2001)
- Wild Landscape and Underbrush für Bläserquintett (2000)
- Sir Donald für Cello, Gayageum, und Janggu (1999)
- Three Zithers and a Pair of Scissors fünf Montagen für Koto, Gayageum, Janggu und Zheng (1998)
- Bug Snatches Spider für Violine, Viola, Cello, Kontrabass, Flöte, Klarinette/Bassklarinette, Horn, Perkussion, und Piano (1997)
- Handwerk Ein musikalisches Bilderbuch mit Musik für Gitarre und Akkordeon mit drei Farbbildern von Harald Klemm (1997)
- Cube für Bassklarinette, Schlagzeug und Cello (1996)
- Niemand darf seinen Wohnort verlassen nach vier Bildern von Harald Klemm für zwei Akkordeons (1996)
- Drei Stücke für Blechbläserquintett (1994)
- Emergence für Bassklarinette und Perkussion (1993)
- Ein Dampfer landet an zu einer Geschichte in sechs Bildern von Johannes Bartsch für vier Percussionisten und Akkordeon (1984)